# Paul G. Tremblay
Paul Gaetan Tremblay (30 de junio de 1971) es un escritor y editor estadounidense de terror, fantasía oscura y ciencia ficción. También es miembro del jurado de los Premios Shirley Jackson.

## Biografía
Tremblay nació en Aurora, Colorado, y se crio en Massachusetts. Se sometió a una cirugía de fusión espinal para tratar la escoliosis antes de ir a la universidad. Asistió al Providence College en Providence, Rhode Island, y recibió su licenciatura en 1993. Obtuvo una maestría en matemáticas de la Universidad de Vermont en 1995.
Después de graduarse, comenzó a enseñar matemáticas en la escuela secundaria y a entrenar baloncesto en el equipo universitario junior en Saint Sebastian's School, una escuela privada en las afueras de Boston, Massachusetts.
La novela de Tremblay Una cabeza de llena de fantasmas se publicó en 2015 y ganó el Premio Bram Stoker de Novela de la Horror Writers Association. En 2015, Focus Features adquirió los derechos de la novela para llevarla al cine. 
Desaparición en la Roca del Diablo se publicó en 2016 y recibió el British Fantasy Award 2017 a la mejor novela de terror.
La cabaña del fin del mundo se publicó en 2018. Ganó el Premio Bram Stoker de Novela 2019 y el Premio Locus a la Mejor Novela de Terror. M. Night Shyamalan adquirió los derechos de la novela antes de su publicación y se estrenó en 2023 bajo el título Llaman a la puerta.
Survivor Song se publicó en 2020 y The Pallbearers Club se publicó en 2022.

### Bajo el seudónimo de PT Jones
- Floating Boy and the Girl Who Couldn't Fly, junto a Stephen Graham Jones (2014)

### Citas en línea
1. ↑  Sutherl, Amy (23 de febrero de 2023). «Paul Tremblay, author of novel turned into 'Knock at the Cabin' film, finds human connection in horror». The Boston Globe. Archivado desde el original el 24 de febrero de 2023. Consultado el 24 de febrero de 2023.
2. ↑  Tremblay, Paul G. (2009). The Little Sleep. New York City: Henry Holt and Company. p. 273. ISBN 978-0-8050-8849-6.
3. ↑  «2015 Bram Stoker Awards® Winners». 15 de mayo de 2016. Consultado el 6 de junio de 2016.
4. ↑  «A Head Full of Ghosts». Consultado el 6 de junio de 2016.
5. ↑  «A Head Full of Ghosts». www.goodreads.com. Consultado el Apr 18, 2020.
6. ↑  'Devil's Rock' Is An Atmospheric, Gut-Twisting Descent -NPR
7. ↑  Tor.com (1 de octubre de 2017). «Announcing the 2017 British Fantasy Award Winners». Tor.com (en inglés estadounidense). Consultado el 25 de enero de 2023.
8. 1 2  locusmag (29 de junio de 2019). «2019 Locus Awards Winners». Locus Online (en inglés estadounidense). Consultado el 4 de julio de 2019.
9. ↑  Busch, Anita (12 de abril de 2018). «FilmNation Acquires Paul Tremblay's The Cabin At The End Of The World». Deadline Hollywood. Consultado el 15 de junio de 2018.
10. ↑  Calia, Mike (16 de julio de 2022). «Hollywood finally comes calling for horror writer Paul Tremblay». CNBC. Consultado el 18 de julio de 2022.
11. ↑  Tremblay, Paul (9 de junio de 2009). «No Sleep till Wonderland, officially». LiveJournal. Consultado el 15 de junio de 2018.
12. ↑  «Swallowing a Donkey's Eye (review)». Publishers Weekly.
13. ↑  Niedzviecki, Hal. «Swallowing a Donkey's Eye (review)». Broken Pencil (en inglés estadounidense). Consultado el 4 de septiembre de 2020.
14. ↑  Park, Sora (14 de septiembre de 2012). «Science-fiction author describes 'oddly personal' journey». Brown Daily Herald (en inglés estadounidense). Consultado el 4 de septiembre de 2020.